# Giacomo Illirico
Giacomo Varingez (Zara, 1400 circa – Bitetto, 27 aprile 1496) è stato un religioso dalmata.
Noto anche come beato Giacomo Illirico da Bitetto è stato un frate francescano, il cui corpo è conservato all'interno del Santuario del beato Giacomo a Bitetto (Bari).

## Biografia
Il beato Giacomo, figlio di Leonardo Varingez e Beatrice, nacque a Zara, in Dalmazia, intorno all'anno 1400. Giunse in Puglia all'età di 18-20 anni grazie ad alcuni mercanti suoi concittadini. Qui conobbe la comunità francescana del locale convento e, cogliendo la vocazione, vestì l'abito francescano intorno al 1437.
Visse nel convento bitettese fino al 1463, quando secondo la tradizione si sarebbe trasferito a Bari, nel convento francescano costruito in quegli anni. Dopo il 1469 fu certamente a Cassano delle Murge, nel convento di Santa Maria degli Angeli, cui lo legano alcuni episodi. Dal 1480 al 1483 tornò a Bitetto, che era stata colpita dalla peste; nonostante la tarda età, non fece mancare il suo sostegno alla popolazione, prodigandosi nella preghiera, nella cura e nell'assistenza agli appestati. Fra il 1483 e il 1485 visse nel convento di Santa Maria dell'Isola a Conversano, come testimonia Agostino da Ponzone nel registrare la presenza del frate nel castello ducale durante la malattia e la miracolosa guarigione del piccolo Giovanni Battista Acquaviva. Nel 1485 tornò definitivamente a Bitetto, dove morì il 27 aprile 1496.
In questi circa sessant'anni di vita francescana, svolse l'umile e preziosa mansione di cuoco, alternandola con la questua porta per porta e l'ufficio di ortolano, portinaio e sagrestano. Fu famoso per la sua ininterrotta preghiera, che spesso sfociava nell'estasi, e per la sua instancabile carità verso i bisognosi.
Si ritiene che in vita abbia avuto il dono della profezia: in particolare è noto l'episodio che coinvolse il duca Andrea Matteo III Acquaviva; il nobile aveva partecipato alla Congiura dei baroni e rischiava la vita, ma il frate gli predisse che sarebbe stato perdonato dal re e avrebbe avuto un figlio maschio. Verificatisi entrambi gli eventi, il duca costruì per ringraziamento la strada rettilinea che collega il convento al paese.

## Miracoli
La stima e l'amore del popolo verso questo frate francescano crebbero con la comparsa delle prime testimonianze di miracoli, molti dei quali compiuti quando era ancora in vita, soprattutto in favore dei bambini. Il corpo stesso del beato Giacomo è considerato il suo miracolo più importante, dal momento che fu riesumato incorrotto nel 1505 e, nello stesso stato di conservazione, è tutt'oggi esposto alla venerazione dei fedeli.
Un altro miracolo riguarda il bastone del beato Giacomo: la storia narra che il frate piantò nell'orto del convento il suo bastone e da questi ne crebbe un albero. Attualmente il tronco del suddetto albero è visibile nel giardino del Santuario.
Il popolo attribuì al frate anche il fatto che Bitetto rimase immune dalla peste che colpì il Regno di Napoli nel 1656 e lo elesse suo compatrono.

## Il dito del Beato
I resti del religioso appaiono mummificati nell'abito del suo ordine, con le mani incrociate sul grembo, di cui la destra priva dell'indice. Il dito si trova infatti in una seconda stanza a cui si accede attraverso una porta sulla sinistra. Posto all'interno di una nicchia, è stato inserito in un reliquiario in seguito a un curioso episodio verificatosi nel 1619.
La duchessa di Gravina, donna Felice Sanseverino, lo staccò con i denti nell'intento di portarlo con sé. Tuttavia un terribile temporale scatenatosi all'improvviso le impedì di fuggire col maltolto. La nobildonna confessò tutto al guardiano del convento e per scusarsi fece costruire un reliquiario che venne poi sostituito con l'attuale solo nel 1943. Da allora ogni 27 aprile, festa del beato, l'indice viene portato in processione per le strade del paese.

## Beatificazione
Il processo canonico fu avviato solo nel 1629, poi sospeso e ripreso nel 1694 durante il vescovado di mons. Odierna. A conclusione dell'iter processuale, riconosciuti i carismi di Giacomo Varingez e la secolare devozione di Bitetto e dei paesi vicini, il 29 dicembre 1700 papa Clemente XI lo proclamò beato. Ripresa la causa di canonizzazione nel 1986 con la ricognizione del suo corpo, è stata istruita l'inchiesta sulle virtù eroiche esercitate dal beato Giacomo con la seguente redazione della Positio super virtutibus studiata dalla Congregazione delle Cause dei Santi, cui già è stata presentata la documentazione sul miracolo, necessario al fine della proclamazione a santo. Il 19 dicembre 2010 la Congregazione delle Cause dei Santi ha promulgato il decreto sulle virtù eroiche del frate. Il Martirologio Romano lo ricorda il 27 aprile.
Il 27 febbraio 2020, la Provincia dei Frati Minori di Puglia e Molise ha annunciato l'indizione di un anno giubilare dedicato al Beato Giacomo in occasione dei 525 anni dalla morte. L'anno giubilare è iniziato il 27 aprile 2020 e si è concluso il 27 aprile 2021.